# Chesny
Chesny là một xã trong vùng Grand Est, thuộc tỉnh Moselle, quận Metz-Campagne, tổng Verny. Tọa độ địa lý của xã là 49° 03' vĩ độ bắc, 06° 14' kinh độ đông. Chesny có điểm thấp nhất là 190 mét và điểm cao nhất là 233 mét. Xã có diện tích 4,34 km², dân số vào thời điểm 2004 là 380 người; mật độ dân số là 88,4 người/km². Xã nằm về phía đông nam của Metz.

## Thông tin nhân khẩu
| 1962 | 1968 | 1975 | 1982 | 1990 | 1999 |
| ---- | ---- | ---- | ---- | ---- | ---- |
| 45   | 137  | 328  | 299  | 286  | 370  |